# Stygitropha
Stygitropha là một chi bướm đêm thuộc phân họ Olethreutinae trong họ Tortricidae.

## Các loài
- Stygitropha funebris Diakonoff, 1983